# Petru Dugulescu
Petru „Petrică“ Dugulescu (* 18. November 1945 in Chelmac, Kreis Arad; † 3. Januar 2008 in Timișoara, Kreis Timiș) war ein rumänischer Geistlicher, Poet und Politiker.

## Leben
Petru Dugulescu besuchte das Pastorenseminar in Bukarest: Als Pastor schrieb er auch christliche Gedichte. Einige Zeit wurde Petru Dugulescu von der Geheimpolizei beschattet. Aufgrund der permanenten Überwachung hörte er vorübergehend auf zu predigen. Im September 1985 fuhr ein Bus in sein fahrendes Auto, wobei er Knochenbrüche erlitt. In der Autobiografie von Dugulescu „Ei mi-au programat moartea“ (übersetzt ins Englische unter dem Titel „Repenters“) erschienen Details dieser Ereignisse aus Sicht Dugulescus.
Petru Dugulescu veröffentlichte sein letztes Buch „Democrație și Persecuție“ am 20. Dezember 2007. Am 3. Januar 2008 erlag er einem Herzinfarkt.

## Politisches Engagement
Dugulescu setzte sich für Menschenrechte, religiöse Angelegenheiten und nationale Minderheiten ein und war Gründer und Präsident der Charity Foundation Jesus the Hope of Romania and Onesimus Brothers House for street children in Timișoara.
Dugulusecu gehörte 1989 während der Rumänischen Revolution 1989 zu den Organisatoren der Proteste in Timișoara. Als Abgeordneter der PNȚ gehörte er von 1992 bis 2000 dem rumänischen Parlament an.

## Werke
- Peter Dugulescu, Dorothy Elford, Kathleen Tsubata: Repenters. Jesus the Hope of Romania, 2004.